# Unidad Dobson
La unidad Dobson (en inglés, DU) es una manera de expresar la cantidad presente de ozono en la atmósfera terrestre, específicamente en la estratosfera. Concretamente es una medida del espesor de la capa de ozono, una unidad Dobson (DU) equivale a 0,01 mm de espesor de capa en condiciones normales de presión y de temperatura (1 atm y 0 °C respectivamente), expresado en número de moléculas, una DU representa la existencia de 2.69 × 1016 moléculas por centímetro cuadrado (2.69 × 1020 moléculas/m²) (tomando una porción de capa de atmósfera de espesor muy pequeño y dividiendo el número de moléculas entre la superficie del mismo).
La variación del espesor de la capa de ozono tiene un efecto importante en la superficie terrestre, por ejemplo una capa de ozono de 300 DU, es decir un espesor de la capa de sólo 3 mm, comportaría que la superficie de la tierra estuviera a 0º.
G.M.B. Dobson era investigador en la Universidad de Oxford y fue el que, en los años 1920, construyó el primer instrumento (ahora llamado espectrofotómetro de ozono Dobson) para medir el ozono total de cada región de la Tierra.

## Ozono
La NASA utiliza un valor de línea base de 220 DU para el ozono. Esto fue escogido como el punto de comienzo para observaciones del agujero de ozono de la Antártida, ya que valores de menos de 220 unidades Dobson no fueron encontradas antes de 1979. También, de mediciones directas sobre la Antártida, un nivel de columna de ozono de menos de 200 unidades Dobson es un resultado de la pérdida de ozono de compuestos de cloro y bromo.

## Dióxido de azufre
En añadidura, las unidades Dobson son, a menudo, utilizadas para describir densidades de columna total de dióxido de azufre, el cual ocurre en la atmósfera en pequeñas cantidades debido a la combustión de combustibles fósiles, de procesos biológicos que liberan dimétil sulfuro, o por combustión natural tal como incendios forestales. Grandes cantidades de dióxido de azufre puede ser liberado en la atmósfera así como erupciones volcánicas. La unidad Dobson es utilizada para describir cantidades de columna total de dióxido de azufre, ya que aparece en los tempranos días de la detección remota de ozono en instrumentos satelitales de ultravioleta (tales como TOMS).

## Deducción
| Símbolo                 | Nombre                 | Unidad          | Aire        |
| ----------------------- | ---------------------- | --------------- | ----------- |
| {\displaystyle n}       | Número de moles de gas | moléculas / mol | 6.02 x 1023 |
| {\displaystyle n_{air}} | Número de densidad     | moléculas / m3  |             |
| {\displaystyle P}       | Presión                | Pa              | 101325      |
| {\displaystyle R}       | Constante del gas      | J / (mol K)     | 8.314       |
| {\displaystyle T}       | Temperatura            | K               | 273         |
| {\displaystyle V}       | Volumen                | m3              |             |

|               | Ley del gas ideal | Número de densidad |
| ------------- | --- | --- |
| Fórmulas      | {\displaystyle PV=nRT} | {\displaystyle n_{\text{air}}={\frac {A_{av}n}{V}}} |
| Despejando    | {\displaystyle {\frac {n}{V}}={\frac {P}{RT}}} | |
| Sustituyendo  | {\displaystyle n_{\text{air}}={\frac {A_{av}P}{RT}}} | {\displaystyle n_{\text{air}}={\frac {A_{av}P}{RT}}} |
| Evaluando     | {\displaystyle n_{\text{air}}={\frac {(6.02\times 10^{23}\ {\frac {\text{moléculas}}{\text{mol}}})(101325~{\text{Pa}})}{(8.314{\frac {\text{J}}{\text{mol K}}})(273~{\text{K}})}}} | {\displaystyle n_{\text{air}}={\frac {(6.02\times 10^{23}\ {\frac {\text{moléculas}}{\text{mol}}})(101325~{\text{Pa}})}{(8.314{\frac {\text{J}}{\text{mol K}}})(273~{\text{K}})}}} |
| Simplificando | {\displaystyle n_{\text{air}}=2.69\times 10^{25}~{\text{moléculas / m}}^{3}} | {\displaystyle n_{\text{air}}=2.69\times 10^{25}~{\text{moléculas / m}}^{3}} |

Una unidad Dobson es la cantidad total de traza de gas por unidad de área. En ciencia atmosférica, esto es referido a como densidad de columna. ¿Cómo es que vamos desde unidades de moléculas por metro cúbico, un volumen, a moléculas por centímetro cuadrado, un área? Esto debe hacerse por integración. Para obtener una densidad de columna, debemos integrar la columna total sobre la altura. Por la definición de unidades Dobson, vemos que 1 DU = 0.01 mm de traza de gas cuando se comprime hacia abajo al nivel del mar a temperatura y presión estándar. Así que si integramos nuestro número de densidad de aire de 0 a 0.01 mm, encontramos el número de densidad, el cual es igual a 1 DU:
| Símbolo             | Nombre                 | Unidad | Valor |
| ------------------- | ---------------------- | ------ | ----- |
| {\displaystyle DU1} | Valor de integración 1 | mm     | 0     |
| {\displaystyle DU2} | Valor de integración 2 | mm     | 0.01  |

|               | Integral | Factor de conversión |
| ------------- | --- | --- |
| Fórmula       | {\displaystyle \int _{DU1}^{DU2}n_{air}\ d(DU)} | {\displaystyle {\Bigl (}{\frac {\text{1 m}}{\text{1000 mm}}}{\Bigr )}}                                                                                    |
| Integrando    | {\displaystyle n_{air}\ (DU){\Bigr ]}_{DU1}^{DU2}} | |
| Simplificando | {\displaystyle n_{air}(DU2-DU1)} | |
| Evaluando     | {\displaystyle {\Bigl (}{\frac {\text{1 m}}{\text{1000 mm}}}{\Bigr )}(2.69\times 10^{25}\ {\text{moléc. / m}}^{3})[(0.01\ {\text{mm}})-(0\ {\text{mm}})]} | {\displaystyle {\Bigl (}{\frac {\text{1 m}}{\text{1000 mm}}}{\Bigr )}(2.69\times 10^{25}\ {\text{moléc. / m}}^{3})[(0.01\ {\text{mm}})-(0\ {\text{mm}})]} |
| Simplificando | {\displaystyle (2.69\times 10^{20})\ {\text{molec. / m}}^{2}}                                                                                             | {\displaystyle (2.69\times 10^{20})\ {\text{molec. / m}}^{2}}                                                                                             |

Y así, llegamos con el valor de 1 DU, el cual es 2.69 x 1020 moléculas por metro cuadrado.